# 新北市區公車811路線
新北市區公車811路線，是一條新北市區公車路線，由三重客運營運，起點為新北市蘆洲區蘆洲總站，終點為台北市大同區聯合醫院中興院區。

## 簡介
- 2008年4月1日起調整班次，週六班次由48班減為40班，頭末班車時間由週一至週六05:55-22:30、週日06:00-22:00調整為週日至週五05:55-22:30、週六05:55-22:40
- 2008年1月1日起調整班次及頭末班車時間，週日及例假日班次減為30班
- 2008年1月1日起調整分段緩衝區，由重陽橋擴大為三重高中-葫蘆堵市場
- 2011年1月1日起調整班次，其中週六、週日及例假日班次由40、30班增為44、32班
- 2011年6月1日起調整末端路線，調整前為原線－民生西路－承德路－原線，調整後為原線－民生西路－重慶北路－南京西路－承德路－原線，撤銷民生西路口站位，新增靜修女中、圓環(南京西路上、重慶北路以東)站位，靜修女中站位調整為雙向設站
- 2011年9月1日獲配10輛DAEWOO低底盤新車
- 2013年5月1日起調整路線，調整前為原線－承德路－民權西路－原線，調整後為原線－承德路－昌吉街－重慶北路－民權西路－原線，撤銷大同國小(往程往南)、防癆協會站位，新增大同區公所(返程往東)、捷運大橋頭站(慢車道上往程往南)、民權大龍街口(慢車道上返程往西)、捷運民權西路站(往程往東)站位，捷運民權西路站(返程往西)站位由慢車道調整至公車專用道上。分段緩衝區由新北高中-葫蘆堵市場擴大為新北高中-捷運民權西路站
- 2014年1月1日起分段緩衝區調回新北高中-葫蘆堵市場
- 2014年9月1日起調回原有路線，不再行經昌吉街、重慶北路、涼州街、延平北路，改直行承德路，撤銷大同區公所、捷運大橋頭站、民權大龍街口站位，新增大同國小(往程往南)、防癆協會(返程往北)站位
- 2014年11月3日起分段緩衝區擴大為新北高中-大同國小
- 2018年10月29日起調整蘆洲端路線，調整前為蘆洲二調度站－光榮路－中正路－三民路－往聯合醫院中興院區區，調整後為蘆洲二調度站－光榮路－中正路－民族路－三民路－往聯合醫院中興院區，遷移蘆洲總站站位至中正路333號旁及對面，新增民族路口雙向站位
- 2021年5月1日獲配3輛弘鉅宇通低地板新車
- 2021年11月3日起取消固定班次，調整為尖峰10-15分、離峰及例假日20-30分一班之機動班距發車
- 2021年12月27日起調整頭末班車時間，由平常日05:50-22:40、週六05:55-22:40、週日及例假日05:55-22:00調整為平常日05:50-22:00、例假日06:00-22:00
- 2023年2月7日起調整返程動線[1]
- 2024年1月15日起調整返程動線[2][3]
- 2024年4月30日起去程新增停靠家樂福站[4]
- 2024年5月15日起返程增停永安里站[5]
- 2024年6月14日至2024年5月14日配合捷運(蘆洲區中山一路)工程施工公車改道[6]

## 歷史車輛照片集

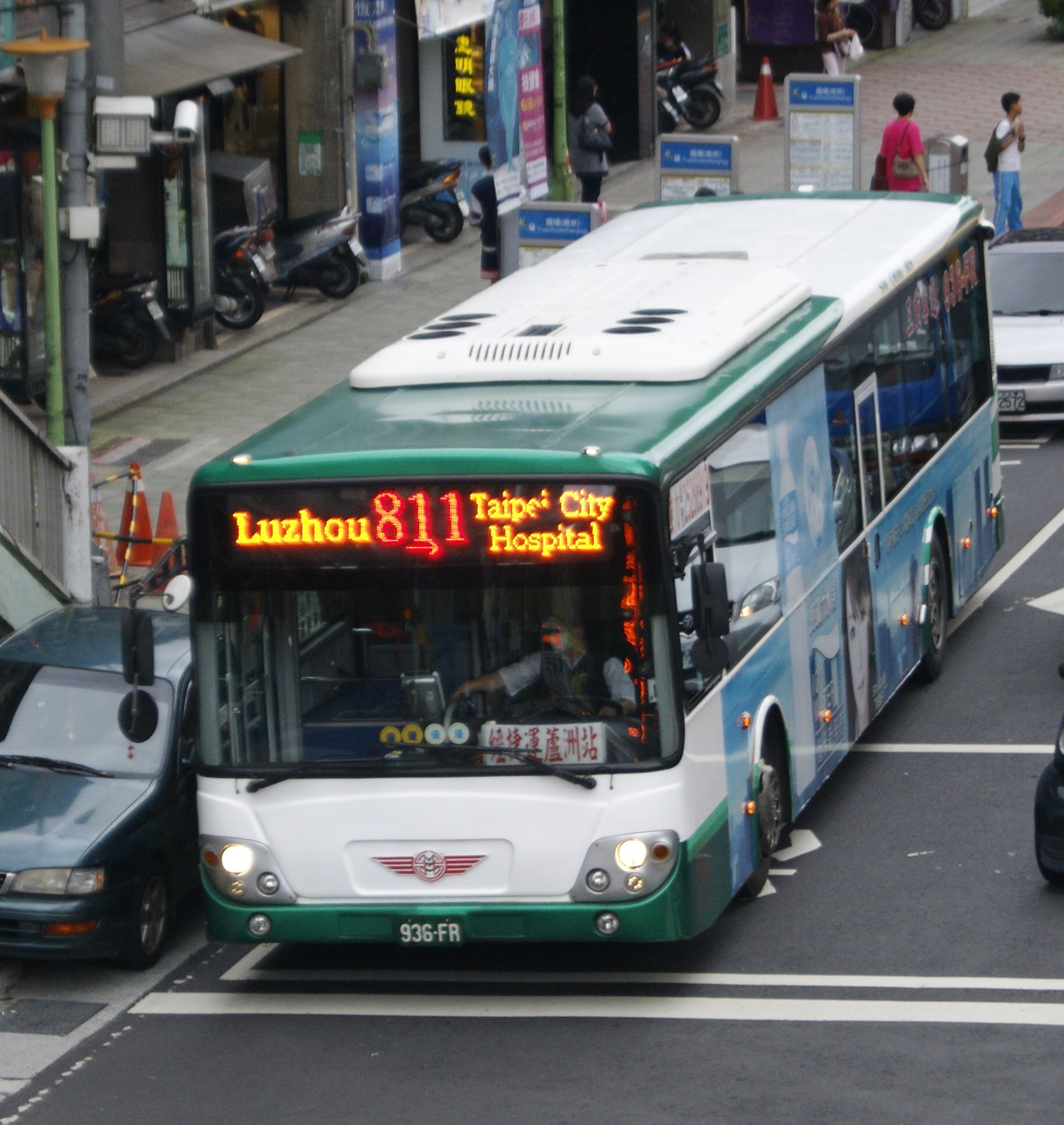

## 經過捷運站、車站
- O54蘆洲站
- O52徐匯中學站
- O11/R13民權西路站
- O10中山國小站
- R12雙連站
- R10/BL12台北車站
- 台鐵台北站
- 高鐵台北站
- A01:台北站

## 外部連結
- 三重客運 （页面存档备份，存于）
- 大臺北公車811
- 暢行台北公車客運資訊站的Facebook專頁